# Gonzalo Gil
Gonzalo Gil (Buenos Aires, Argentina, 8 de septiembre de 1989) es un futbolista argentino, que actualmente se desempeña profesionalmente en el Defensores de Belgrano, de Buenos Aires, Argentina. En 2007 se fue a probar a River Plate, después de que un dirigente lo viera jugar en un torneo intercountry representando a Campo Chico y sin haber antes jugado profesionalmente, quedando en la quinta división. Tuvo un desempeño brillante en divisiones inferiores convirtiendo una gran cantidad de goles en quinta división, Cuarta división y Reserva. 
En 2008 y debido a la lesión de Falcao Fue convocado al banco de suplentes de la Primera en el partido que River ganó por 2-0 contra Rosario Central después de que el director Técnico Diego Simeone lo viera jugando en los entrenamientos de las inferiores y lo convocará directamente para que concentre con la primera. Pero no llegó a ingresar ese partido.
Gil utilizaba en Primera la camiseta número 35 dejada por Rubens Sambueza.
Tras marcar el gol en el partido de reserva en el superclásico del Apertura 2008 en el que River ganó 1 a 0, Simeone lo volvió a tener en cuenta, siendo convocado y debutando como titular en Jujuy, jugando todo el primer tiempo y parte del segundo, siendo remplazado por Falcao sin llegar a convertir. En julio de 2010 pasa a formar parte del club Deportivo Ñublense, en Chile.
En River también fue muy tenido en cuenta por Néstor Gorosito siendo convocado para la pretemporada realizada en Canadá. Allí disputó un partido como 9 titular no pudiendo convertir pero con un buen desempeño. 
En el Ñublense utilizó la camiseta número 9 dejada por Renato Ramos. En su vuelta a Argentina, estuvo un tiempo alejado del fútbol, habiendo trabajado para la heladería Perssico, en la zona de Pilar.
En 2012 se desempeña en Fénix de Pilar, que milita en la Primera B Metropolitana del fútbol Argentino. A principios de 2015 se incorporó a Defensores de Belgrano.

## Clubes
| Club                   | País      | Año       |
| ---------------------- | --------- | --------- |
| River Plate            | Argentina | 2008-2010 |
| Ñublense               | Chile     | 2010      |
| Fénix                  | Argentina | 2012-2014 |
| Defensores de Belgrano | Argentina | 2015-Act. |